# Svinišće
Svinišće falu Horvátországban Split-Dalmácia megyében. Közigazgatásilag Omišhoz tartozik.

## Fekvése
Splittől légvonalban 29, közúton 35 km-re keletre, községközpontjától légvonalban 7, közúton 11 km-re délkeletre, a Cetina déli partja felett, az Omiši Dinári-hegység előterében fekszik. Itt halad át az Omišról Zadvarjéba menő út.

## Története
A falu kezdetben a Vinišće nevet viselte. Első írásos említése Šubić II. György gróf kiváltságleveléből 1315-ből származik „Yfnienses” alakban. 1897-ben lebontott régi temploma 15. századi volt. A település viszonylag korán került török uralom alá. Egy 1475-77-ből származó kataszteri adóösszeírást tartalmazó török defter szerint a szomszédos Kučiće, Rogoznica és Brela már a töröknek adózott mely azt jelenti, hogy az akkori Vinišće (bár a dokumentum nem említi) is már török uralom alatt állt. Akkoriban ugyanis a Cetinától a Neretváig terjedő teljes terület Omiš és Makarska városait kivéve a Hercegovinai szandzsák része volt. Ez az állapot azonban akkor még csak ideiglenes volt, hiszen nem sokkal később a térség még velencei uralom alá tért vissza és csak 1500 körül lett újra az Oszmán Birodalom része. Az 1571-es lepantói tengeri győzelem idején lakói a térség több településével együtt újra lerázták a török igát, de 1573-ban már újra török uralom alatt álltak. A kandiai háború elején 1646-ban ismét rövid időre szabadult fel a település, mely időszak augusztus 14-től november 22-ig tartott. Végleges felszabadulása csak Zadvarje 1684. június 18-án történt felszabadítása után következett be. 1686-ban az akkori Vinišće lakossága 274 lélek volt.
A svinišćei plébániát 1745-ben alapította Kačić spliti érsek, amikor leválasztotta a kučićei plébániáról. A települést még ekkor is Vinišćének ("Vinische") hívták. A velencei uralomnak 1797-ben vége szakadt és osztrák csapatok vonultak be Dalmáciába. 1806-ban az osztrákokat legyőző franciák uralma alá került, de Napóleon lipcsei veresége után 1813-ban újra az osztrákoké lett. A településnek 1857-ben 234, 1910-ben 486 lakosa volt. 1918-ban az új szerb-horvát-szlovén állam, majd később Jugoszlávia része lett. A háború után a szocialista Jugoszláviához került. 1991 óta a független Horvátországhoz tartozik. Az 1960-as évek óta lakossága a fiatalok elvándorlása miatt folyamatosan csökkent. 2011-ben a településnek 98 lakosa volt.

## Lakosság
| Lakosság változása | Lakosság változása | Lakosság változása | Lakosság változása | Lakosság változása | Lakosság változása | Lakosság változása | Lakosság változása | Lakosság változása | Lakosság változása | Lakosság változása | Lakosság változása | Lakosság változása | Lakosság változása | Lakosság változása | Lakosság változása |
| ------------------ | ------------------ | ------------------ | ------------------ | ------------------ | ------------------ | ------------------ | ------------------ | ------------------ | ------------------ | ------------------ | ------------------ | ------------------ | ------------------ | ------------------ | ------------------ |
| 1857               | 1869               | 1880               | 1890               | 1900               | 1910               | 1921               | 1931               | 1948               | 1953               | 1961               | 1971               | 1981               | 1991               | 2001               | 2011               |
| 234                | 450                | 385                | 370                | 458                | 486                | 707                | 845                | 608                | 612                | 629                | 495                | 266                | 180                | 126                | 98                 |

## Nevezetességei
Szűz Mária mennybevétele tiszteletére szentelt római katolikus plébániatemploma a Brus nevű kis fennsíkon a régi templom helyén épült 1897-ben. Felszentelését 1900. október 30-án Nakić érsek végezte. A templom anyaga hazai kő, melyet a templomtól nem messze található kőbányából bányásztak ki. Homlokzatán három hosszúkás, egymás melletti csúcsíves ablak látható, felül az oromzaton kőkereszttel. Harangtornya 1881-ben braći kőből épült, 1932-ben veszélyessége miatt újjáépítették, egyúttal egy emelettel megmagasították. A templomnak három oltára van. A főoltár márványból készült rajta szép szentségtartóval, valamint Jézus és Mária szíve szobraival. Az egyik mellékoltár Szűz Máriának, míg a másik Keresztelő Szent Jánosnak van szentelve, rajta Krisztus megkeresztelésének ábrázolásával. A főoltár és a szintén márvány Szűz Mária oltár Pavao Bilinić spliti szobrászművész munkája. 1954-ben a szentélyt átépítették. A dongaboltozatot megszüntették, a falakat megemelték és a hajóval azonos formájú ablakokat vágtak rá. A színes üvegablakokat 1960-ban a zágrábi Marinković-cég készítette. 1984-ben a tetőt újították fel, rendezték az udvart és a régi temetőt. 1995-ben a régi plébánosok sírjára emlékkeresztet emeltek.